# 國民革命軍榮譽第一師
國民革命軍榮譽第一師，是抗战时期由伤愈归队的国军官兵组建的第一個步兵师。伤愈归队的军人被称为荣誉军人 ，因此稱為荣誉师。該師於1938年1月成立，隶属于第五军，首任師長宋希濂。下轄四個团，湖南保安荣誉团為第四团。继任師長有郑洞国、汪波等。
1939年12月，本师参加昆仑关战役，击毙日军第5师团第21旅团少将旅团长中村正雄，与友军一起取得昆仑关大捷。因為本师的戰功，军政部决定组建第二个荣誉师。1943年1月，军政部在四川叙永县成立荣誉第二师。